# Diana Šnajderová
Diana Maximovna Šnajderová (rusky Диа́на Макси́мовна Шна́йдер, Diana Maximovna Šnajder, * 2. dubna 2004 Žiguljovsk, Samarská oblast) je ruská profesionální tenistka hrající levou rukou. Na pařížské olympiádě 2024 vybojovala s Mirrou Andrejevovou stříbrnou medaili ve čtyřhře. V juniorském tenise zvítězila ve třech grandslamových čtyřhrách. Ve své dosavadní kariéře na okruhu WTA Tour vyhrála čtyři turnaje ve dvouhře a dva ve čtyřhře. V sérii WTA 125 vybojovala rovněž dvě singlové a jednu deblovou trofej. V rámci okruhu ITF získala čtyři tituly ve dvouhře a tři ve čtyřhře.
Na žebříčku WTA byla ve dvouhře nejvýše klasifikována v květnu 2025 na 11. místě a ve čtyřhře v červnu téhož roku na 8. místě. Od dubna 2025 ji trénuje bývalá světová jednička Dinara Safinová. V letech 2024–2025 tuto roli plnil Igor Andrejev.
Na Letních olympijských hrách 2024 v Paříži startovala mezi individuálními neutrálními sportovci, když se Rusko nesmělo her zúčastnit kvůli vojenské invazi na Ukrajinu. Ve druhém kole dvouhry podlehla Číňance Wang Si-jü. Do ženské čtyřhry nastoupila s Mirrou Andrejevovou. Ve finálovém souboji o zlaté medaile nestačily na Italky Saru Erraniovou s Jasmine Paoliniovou.

## Soukromý život
Narodila se roku 2004 v Žiguljovsku, městě ležícím v Samarské oblasti, do rodiny právníka Maxima a učitelky angličtiny Julije Šnajderových. Tenis začala hrát ve čtyřech letech v přibližně 40 km vzdáleném Toljatti, kam se rodina přestěhovala. Prvním trenérem se stal Sergej Konovalov. Po rozpoznání talentu se s rodiči v devíti letech usídlila v Moskvě, v níž její přípravu vedl Samvel Minasjan. Hru zakládá na razantním levorukém forhendu.
V roce 2022 začala hrát akademický tenis na Severokarolínské státní univerzitě v Raleigh, jejíž posluchačkou se stala.

## Tenisová kariéra
Na juniorském grandslamu si zahrála semifinále na French Open 2021 a US Open 2022. Ve čtyřhře nejdříve prohrála finále na French Open 2020 po boku krajanky Bondarenkové. Z dalších tří soubojů o titul již vyšla vítězně, když s Běloruskou Dmitrukovou ovládla Wimbledon 2021, Australian Open 2022 v páru s Američankou Ngounoueovou a s českou spoluhráčkou Havlíčkovou triumfovala na US Open 2022. Na juniorském kombinovaném žebříčku ITF byla nejvýše postavená na 2. místě v závěru ledna 2022 po Australian Open.
Na grandslamu, i v hlavní soutěži okruhu WTA Tour, debutovala jako 18letá ženským singlem Australian Open 2023 po zvládnuté tříkolové kvalifikaci. V jejím druhém kole vyřadila Robin Montgomeryovou a do dvouhry prošla přes krajanku Tichonovovou. Na úvod melbournské hlavní soutěže zdolala o čtrnáct let starší Slovenku Kristínu Kučovou, než ji v třísetové bitvě zastavila řecká světová šestka Maria Sakkariová. Po zisku úvodní sady odvrátila od stavu 0:40 a 4–5 ve druhé tři setboly, a game získala. Koncovku setu však nezvládla, stejně jako třetí rozhodující dějství. Na Australian Open se stala první kvalifikantkou od Kerberové v roce 2010, která si připsala úvodní set proti hráče z elitní světové osmičky. V následném vydání žebříčku WTA z 30. ledna 2023 debutovala v první světové stovce, když se posunula ze 106. na 97. příčku. Za patnáct měsíců prožila rychlý výkonnostní vzestup. Ještě během října 2021 v klasifikaci nefigurovala. V sezóně 2022 dosáhla zápasové bilance 58–16, včetně triumfu na Montevideo Open ze série WTA 125 po závěrečné výhře nad Léolií Jeanjeanovou. V závěru ledna 2023 již pronikla mezi první stovku hráček.

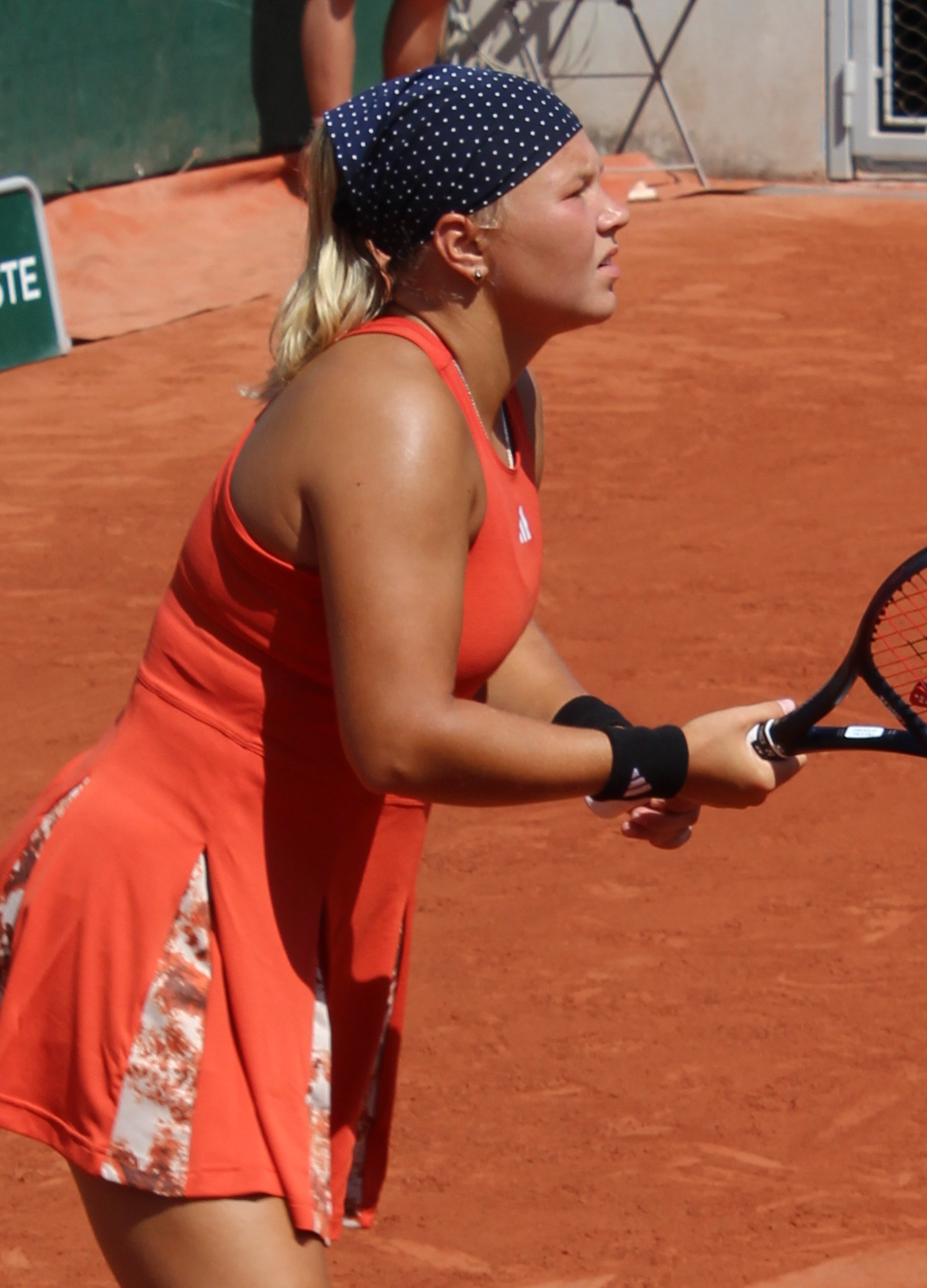
Na French Open 2023 dohrála ve druhém kole

Hráčku světové dvacítky poprvé zdolala ve druhém kole dubnového Credit One Charleston Open 2023. Po úvodní výhře nad Alycií Parksovou, ukončila cestu soutěží i třinácté ženě pořadí Veronice Kuděrmetovové. Poté podlehla Španělce Paule Badosové. I na druhém majoru sezóny, French Open 2023, si zahrála druhé kolo po výhře nad Kanaďankou Rebeccou Marinovou z deváté desítky žebříčku. V dalším duelu nenašla recept na brazilskou světovou čtrnáctku a pozdější semifinalistku Beatriz Haddad Maiovou. Na letním antukovém Hungarian Grand Prix 2023 v Budapešti přehrála nejvýše nasazenou Američanku Bernardu Peraovou, což znamenalo její druhou výhru nad členkou světové čtyřicítky. Poté získala jen dva gamy proti šťastné poražené z kvalifikace Mariji Timofejevové, která turnaj ovládla.
Do čtvrtfinále i semifinále na túře WTA premiérově postoupila na antukovém Hamburg European Open 2023, kde na její raketě dohrály kvalifikantka Polina Kuděrmetovová, světová jedenašedesátka Julia Grabherová a opět třetí nasazená Peraová, jíž jako obhájkyni trofeje vyřadila i o týden dříve v Budapešti. Mezi poslední čtveřicí však podlehla 19letému překvapení turnaje, Němce s nigerijskými kořeny Nomě Noze Akugueové z třetí stovky klasifikace, která na okruhu debutovala. Do premiérového finále na okruhu WTA Tour postoupila na zářijovém Ningbo Open 2023 v čínském Ning-pu, kam přijela jako 85. hráčka žebříčku. Ve čtvrtfinále získala druhý „skalp“ členky ze světové dvacítky, když na ni nestačila čtrnáctá v pořadí Petra Kvitová. Následně zvládla i další duel proti české soupeřce, Lindě Fruhvirtové z druhé světové stovky. Až v boji o titul podlehla tuniské světové sedmičce Ons Džabúrové. V jejich prvním vzájemném duelu na favoritku uhrála jen tři gamy. Semifinálové fáze dosáhla i na říjnovém Jiangxi Open 2023 v Nan-čchangu, kde byla nad její síly členka světové třicítky Marie Bouzková s propracovaným obranářským stylem.

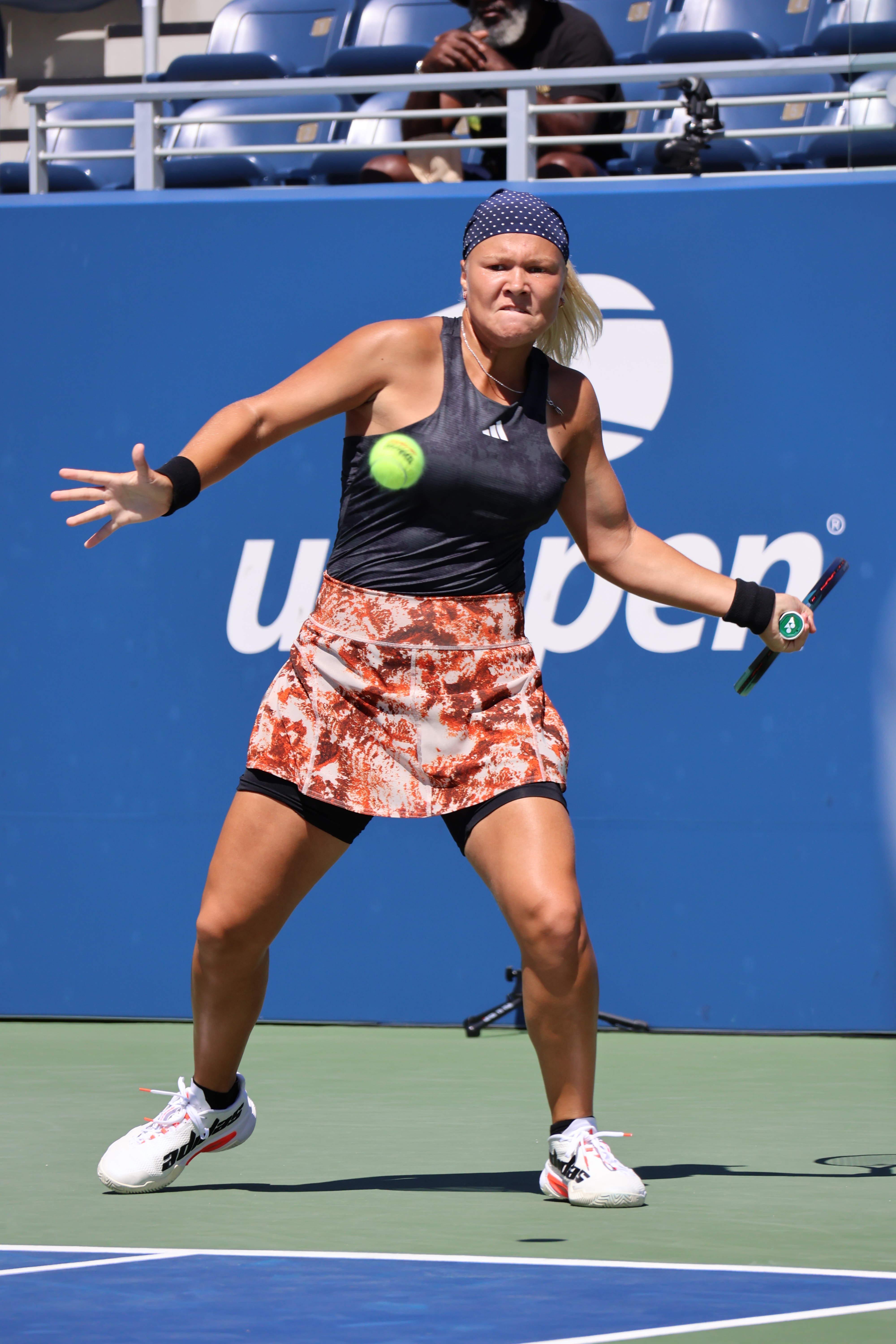
Silný levoruký forhend v kvalifikaci US Open 2023

První trofej na túře WTA vybojovala na únorovém Thailand Open 2024 v Chua Chinu. Z pozice 108. hráčky žebříčku na cestě do finále vyřadila tři nejvýše nasazené, v úvodu turnajovou jedničku Magdu Linetteovou, v semifinále trojku Wang Sin-jü a v závěrečném duelu dvojku Ču Lin po třísetovém průběhu. Na WTA Tour 2024 se tak po 19leté Gauffové stala druhou šampionkou před dovršením 20 let a po Emmě Navarrové druhou, která získala debutovou trofej. Bodový zisk ji vrátil do první světové stovky, až na 73. místo. Druhý titul si odvezla z travnatého Bad Homburg Open 2024, hraného v kategorii WTA 500. V závěrečném utkání porazila o osm let starší Chorvatku Donnu Vekićovou. V následné klasifikaci ze závěru června 2024 se poprvé posunula do první světové třicítky žebříčku, kterou uzavírala. Z pozice nejvýše nasazené pak vyhrála antukový Hungarian Grand Prix 2024. Ve finále přehrála 134. hráčku žebříčku Aljaksandru Sasnovičovou po dvousetovém průběhu. Zkompletovala tím trofeje ze všech tří povrchů – tvrdého, trávy a antuky. Ve 21. století představovala třetí levorukou vítězku, která vyhrála dvouhru na třech površích během jedné sezóny, po Kerberové (2015) a Kvitové (2011 a 2018). Ve 20 letech tohoto výkonu dosáhla jako nejmladší od 19leté Wozniacké v roce 2009. V červenci 2024 pak na žebříčku debutovala v Top 25.
Po semifinále na torontském National Bank Open 2024 v úrovni WTA 1000 se 12. srpna 2024 poprvé posunula do elitní světové dvacítky, kterou uzavírala. V Torontu poprvé v kariéře porazila členku Top 10, když ve třetím kole vyřadila světovou dvojku Coco Gauffovou. Právě po této Amerčance se stala druhou příslušnicí Top 20 narozenou v roce 2004 či později. Do torontského finále ji však nepustila pozdější šampionka a obhájkyně titulu Jessica Pegulaová. Navazující týden ji ve třetím kole Cincinnati Open 2024 vyřadila Kanaďanka Leylah Fernandezová a ve světové klasifikaci se opět posunula, na 18. příčku. Čtvrtou sezónní i kariérní trofej WTA si odvezla z listopadového Hong Kong Open 2024. Jako turnajová jednička v semifinále oplatila srpnovou porážku Leylah Fernandezové. Ve finálovém duelu zdolala druhou nasazenou Britku Katie Boulterovou, která na ni uhrála jen tři gamy. Pouze první dvě ženy světové klasifikace, Świąteková se Sabalenkovou, dokázaly před ní v ročníku 2024  ovládnout čtyři turnaje. Po skončení poprvé figurovala na 12. místě.

## Utkání o olympijské medaile

### Ženská čtyřhra: 1 (1 stříbro)
| Stav    | rok  | místo konání   | povrch | spoluhráčka       | soupeřky ve finále                | výsledek         |
| ------- | ---- | -------------- | ------ | ----------------- | --------------------------------- | ---------------- |
| Stříbro | 2024 | Paříž, Francie | antuka | Mirra Andrejevová | Sara Erraniová Jasmine Paoliniová | 6–2, 1–6, [7–10] |

## Finále na okruhu WTA Tour
| Legenda                  |
| ------------------------ |
| D – dvouhra; Č – čtyřhra |
| Grand Slam (0)           |
| Olympijské hry (0–1 Č)   |
| Turnaj mistryň (0)       |
| WTA 1000 (1–0 Č)         |
| WTA 500 (1–0 D, 1–1 Č)   |
| WTA 250 (3–1 D)          |

### Dvouhra: 5 (4–1)
| Stav       | č. | datum             | turnaj               | kategorie | povrch | soupeřka ve finále      | výsledek      |
| ---------- | -- | ----------------- | -------------------- | --------- | ------ | ----------------------- | ------------- |
| Finalistka | 1. | 30. září 2023     | Ning-po, Čína        | WTA 250   | tvrdý  | Ons Džabúrová           | 2–6, 1–6      |
| Vítězka    | 1. | 4. února 2024     | Chua Chin, Thajsko   | WTA 250   | tvrdý  | Ču Lin                  | 6–3, 2–6, 6–1 |
| Vítězka    | 2. | 29. června 2024   | Bad Homburg, Německo | WTA 500   | tráva  | Donna Vekićová          | 6–3, 2–6, 6–3 |
| Vítězka    | 3. | 21. července 2024 | Budapešť, Maďarsko   | WTA 250   | antuka | Aljaksandra Sasnovičová | 6–4, 6–4      |
| Vítězka    | 4. | 3. listopadu 2024 | Hongkong, Čína       | WTA 250   | tvrdý  | Katie Boulterová        | 6–1, 6–2      |

### Čtyřhra: 4 (2–2)
| Stav       | č. | datum           | turnaj                                   | kategorie      | povrch | spoluhráčka       | soupeřky ve finále                | výsledek              |
| ---------- | -- | --------------- | ---------------------------------------- | -------------- | ------ | ----------------- | --------------------------------- | --------------------- |
| Finalistka | 1. | 4. srpna 2024   | Paříž, Francie                           | Olympijské hry | antuka | Mirra Andrejevová | Sara Erraniová Jasmine Paoliniová | 6–2, 1–6, [7–10]      |
| Vítězka    | 1. | 4. ledna 2025   | Brisbane, Austrálie                      | WTA 500        | tvrdý  | Mirra Andrejevová | Priscilla Honová Anna Kalinská    | 7–6(8–6), 7–5         |
| Vítězka    | 2. | 30. března 2025 | Miami, Spojené státy                     | WTA 1000       | tvrdý  | Mirra Andrejevová | Cristina Bucșová Miju Katová      | 6–3, 6–7(5–7), [10–2] |
| Finalistka | 2. | 15. června 2025 | Queen's Club, Londýn, Spojené království | WTA 500        | tráva  | Anna Danilinová   | Asia Muhammadová Demi Schuursová  | 5–7, 7–6(7–3), [4–10] |

## Finále série WTA 125
| Legenda                  |
| ------------------------ |
| D – dvouhra; Č – čtyřhra |
| WTA 125 (2–1 D; 1–0 Č)   |

### Dvouhra: 3 (2–1)
| Stav       | č. | datum         | turnaj                    | povrch | soupeřka ve finále       | výsledek      |
| ---------- | -- | ------------- | ------------------------- | ------ | ------------------------ | ------------- |
| Vítězka    | 1. | listopad 2022 | Montevideo, Uruguay       | antuka | Léolia Jeanjeanová       | 6–4, 6–4      |
| Finalistka | 1. | březen 2024   | Charleston, Spojené státy | tvrdý  | Elisabetta Cocciarettová | 3–6, 2–6      |
| Vítězka    | 2. | květen 2024   | Paříž, Francie            | antuka | Emma Navarrová           | 6–2, 3–6, 6–4 |

### Čtyřhra: 1 (1–0)
| Stav    | č. | datum       | turnaj                         | povrch | spoluhráčka          | soupeřky ve finále               | výsledek      |
| ------- | -- | ----------- | ------------------------------ | ------ | -------------------- | -------------------------------- | ------------- |
| Vítězka | 1. | červen 2023 | La Bisbal d'Emporda, Španělsko | antuka | Caroline Dolehideová | Aliona Bolsovová Rebeka Masárová | 7–6(7–5), 6–3 |

## Tituly na okruhu ITF
| Legenda         | Legenda         |
| --------------- | --------------- |
| Turnaje W100    | Turnaje W80     |
| Turnaje W75/W60 | Turnaje W50     |
| Turnaje W35/W25 | Turnaje W15/W10 |

### Dvouhra (4 tituly)
| Č. | datum         | turnaj              | kategorie | povrch | poražená finalistka    | výsledek |
| -- | ------------- | ------------------- | --------- | ------ | ---------------------- | -------- |
| 1. | listopad 2021 | Antalya, Turecko    | W15       | antuka | Pia Lovričová          | 6–3, 6–2 |
| 2. | duben 2022    | Oeiras, Portugalsko | W25       | antuka | Martina Di Giuseppeová | 6–4, 6–2 |
| 3. | duben 2022    | Šymkent, Kazachstán | W15       | antuka | Jekatěrina Maklakovová | 6–2, 7–5 |
| 4. | květen 2022   | Istanbul, Turecko   | W60       | antuka | Nikola Bartůňková      | 7–5, 7–5 |

### Čtyřhra (3 tituly)
| Č. | datum         | turnaj             | kategorie | povrch | spoluhráčka            | poražené finalistky                      | výsledek |
| -- | ------------- | ------------------ | --------- | ------ | ---------------------- | ---------------------------------------- | -------- |
| 1. | listopad 2021 | Antalya, Turecko   | W15       | antuka | Anastasija Soboljevová | Tamara Čurovićová Amarissa Kiara Tóthová | 6–2, 6–0 |
| 2. | březen 2022   | Antalya, Turecko   | W25       | antuka | Amarissa Kiara Tóthová | Amina Anšbová Marija Timofejevová        | 6–4, 6–2 |
| 3. | srpen 2022    | Hechingen, Německo | W60       | antuka | Irina Chromačovová     | Tamara Čurovićová Chiara Schollová       | 6–2, 6–3 |

## Finále na juniorském Grand Slamu

### Čtyřhra juniorek: 4 (3–1)
| Stav       | rok  | turnaj          | povrch | spoluhráčka         | soupeřky ve finále                    | výsledek      |
| ---------- | ---- | --------------- | ------ | ------------------- | ------------------------------------- | ------------- |
| Finalistka | 2020 | French Open     | antuka | Maria Bondarenková  | Eleonora Alvisiová Lisa Pigatová      | 6–7(3–7), 4–6 |
| Vítězka    | 2021 | Wimbledon       | tráva  | Kristina Dmitruková | Sofia Costoulasová Laura Hietarantová | 6–1, 6–2      |
| Vítězka    | 2022 | Australian Open | tvrdý  | Clervie Ngounoueová | Kayla Crossová Victoria Mboková       | 6–4, 6–3      |
| Vítězka    | 2022 | US Open         | tvrdý  | Lucie Havlíčková    | Carolina Kuhlová Ella Seidelová       | 6–3, 6–2      |